# Francisco Ferreira da Silva
Francisco Ferreira da Silva (Aguiar da Beira, 26 de janeiro de 1852 - Lisboa, 9 de maio de 1920) foi um prelado português da Igreja Católica, bispo-prelado de Moçambique.

## Biografia
Nasceu em Aguiar da Beira, no Distrito da Guarda. Estudou no Seminário Maior de Viseu, onde concluiu seus estudos de teologia em 1875, momento em que conseguiu um breve de dispensa de idade para ser ordenado padre. Foi nomeado pároco em Valverde, em Aguiar da Beira e em 1879, foi estudar cânones e em 1884, estudar teologia na Universidade de Coimbra, onde se formou em 1885 e 1887, respectivamente.
Entre 1881 e 1887, foi o capelão da Capela da Universidade de Coimbra. Neste mesmo ano, foi convidado a ser o vice-reitor do Seminário de Santiago de Cabo Verde por Dom Joaquim Augusto de Barros, para onde seguiu em 1889. Lá chegando, foi nomeado cónego da Sé. Melhorou a estrutura física e pedagógica do Seminário, além de ter ocupado as cadeiras de teologia sacramental e filosofia. Ainda foi presidente da junta de governo eclesiástico, entre 1890 e 1893; visitador da Guiné Portuguesa e da Ilha de Sotavento, em 1896; governador do bispado por dois mandatos (1899 e 1903); e vigário capitular em 1904. Recebeu as dignidades de chantre em 1893 e deão em 1899.
Por decreto de 16 de junho de 1904, foi apresentado como bispo-prelado de Moçambique, sendo confirmado pela Santa Sé em 18 de dezembro como bispo-titular de Siene e consagrado em 29 de junho de 1905 na Sé de Lisboa pelo cardeal-patriarca Dom José Sebastião de Almeida Neto, O.F.M. Disc., coadjuvado por Dom Gaudêncio José Pereira, arcebispo ad personam de Portalegre e por Dom José Alves de Matos, arcebispo-auxiliar de Lisboa.
Em Moçambique, realizou diversas melhorias educacionais, com o investimento em colégios e internatos. Contudo, teve problemas, tanto com a Lei da Separação do Estado das Igrejas, como com as missões estrangeiras que chegavam ao sul da África, pois por conta da Lei da Separação, muitos missionários tiveram de sair de Portugal e suas colônias. Em Moçambique, o bispo ressentia muito da ausência dos salesianos. Com a saúde debilitada pelos anos na África, acabaria por retornar a Portugal em 13 de fevereiro de 1914.
Morreu em 9 de maio de 1920, em Lisboa.